# 森麻實街

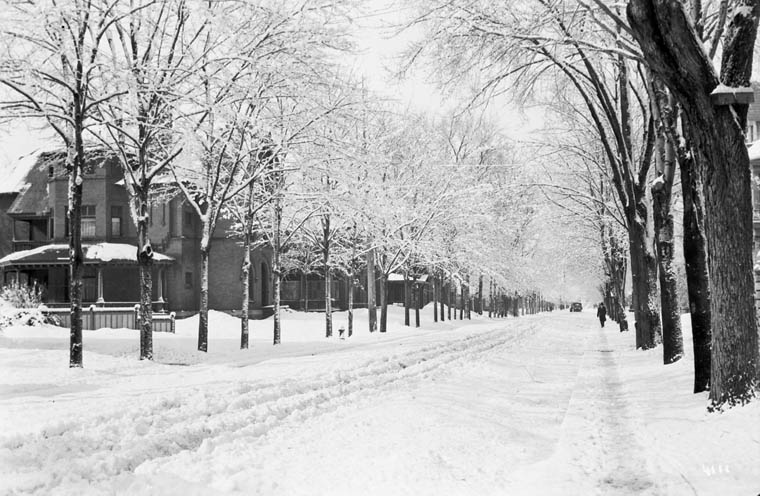
森麻實街，攝於1916年

森麻實街是加拿大安大略省渥太華的一條街道，由麗都運河分為森麻實東街（Somerset Street East）與森麻實西街（Somerset Street West）。

## 森麻實東街
森麻實東街是一條短路，穿過桑迪山社區，西起渥太華大學校園，東至士達孔拿公園。森麻實街曾向東延伸跨過麗都河，直至聖洛朗大道。然而，該橋於1952年被洪水沖毀，之後未有再重建。這條街在河東轉為當奴街（Donald Street）。2015年，一座新的單車及人行橋Adàwe Crossing在舊橋原址上跨河修建完成，該街道成為大學與渥太華市中心之間重要的單車走廊。到2017年，單車流量佔街道交通量的65%，街道重新劃定了推薦單車徑。

## 森麻實西街

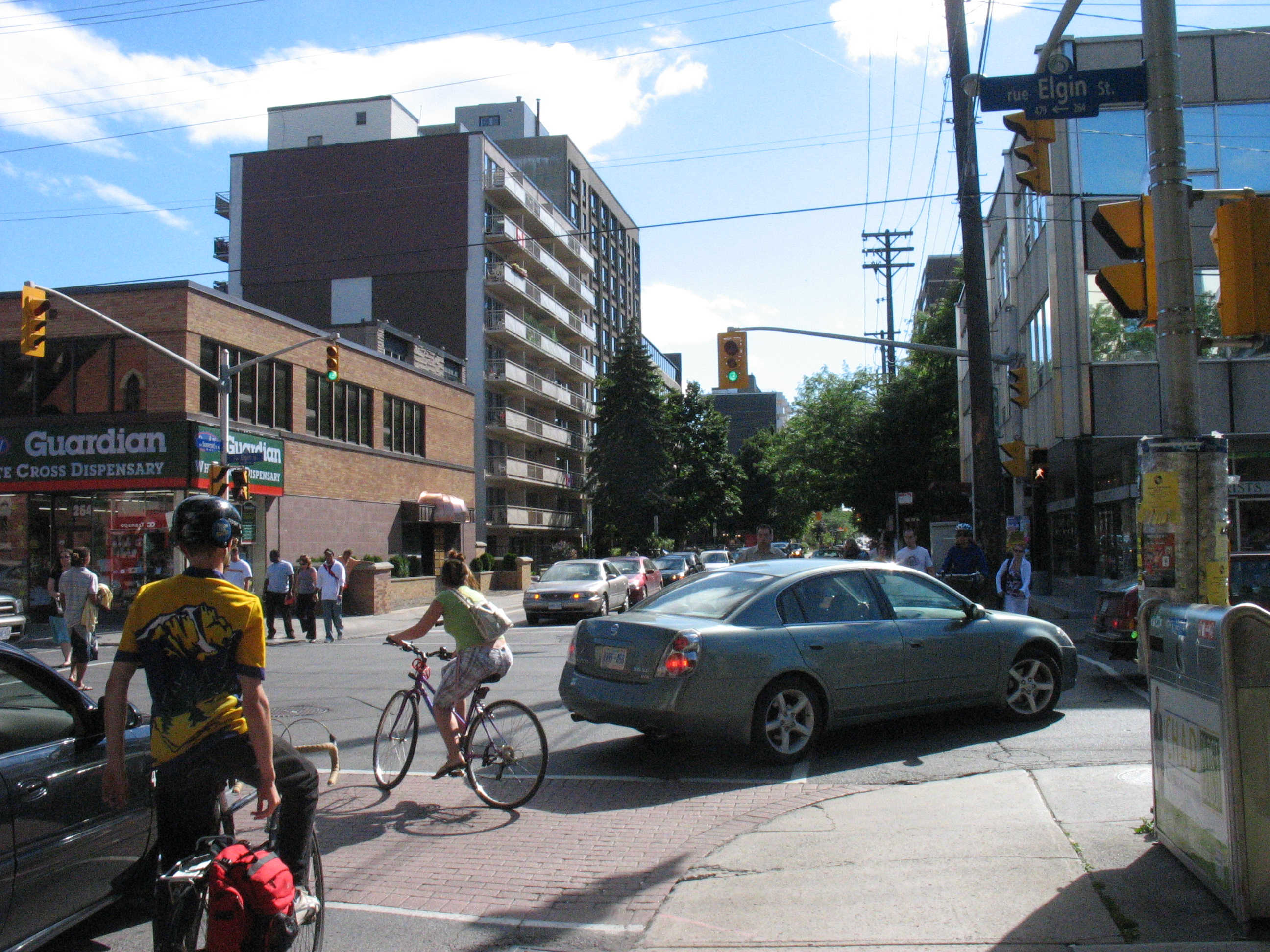
伊利近街夾森麻實西街，攝於2008年

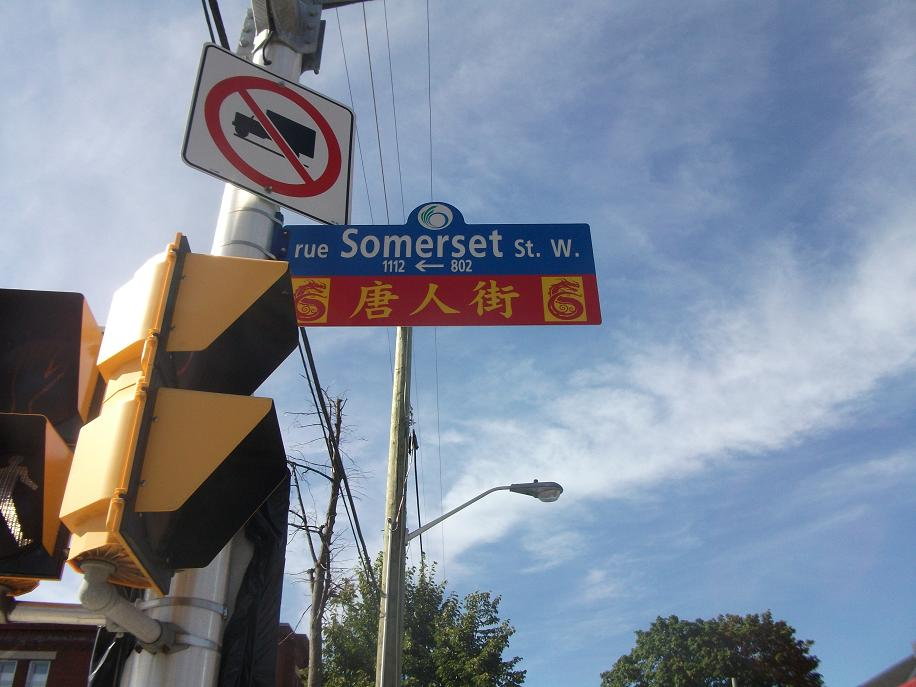
渥太華華埠中的森麻實街路牌

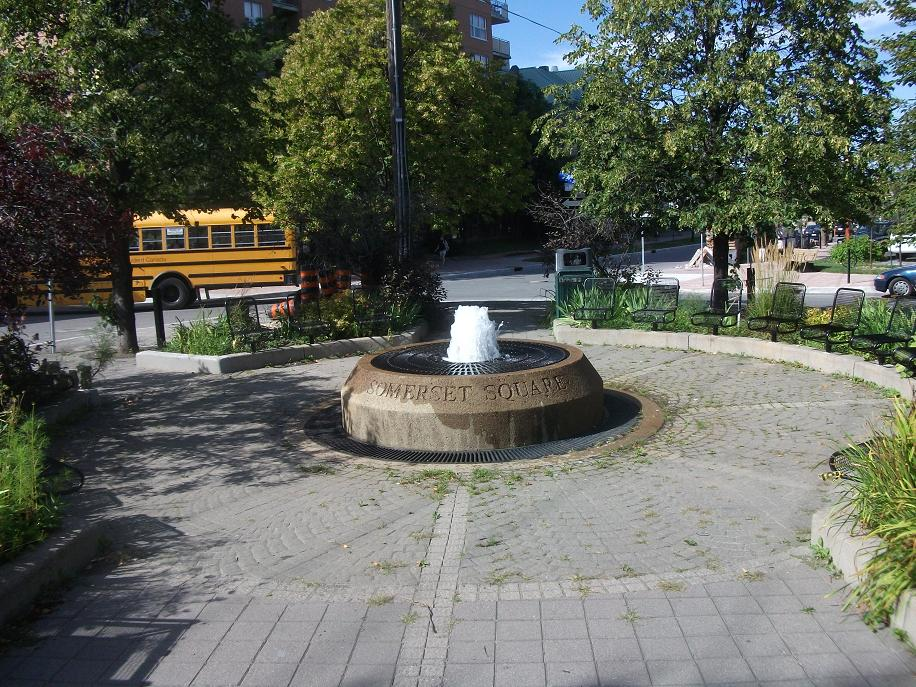
森麻實廣場為森麻實的西端盡頭，後轉為威靈頓西街

森麻實西街（渥太華36號市道）東起伊利沙伯女皇徑，向西延伸至威靈頓西街，直至森麻實廣場。森麻實西街是渥太華華埠的主線，位於東邊的卑街（Bay Street）與西邊的柏斯頓街之間，是渥太華小意大利的中心。銀行街與奧干拿街之間的森麻實街街區被稱為森麻實村。
布夫街（Booth Street）以西的森麻實街路段前稱柏樹街（Cedar Street），布夫街與Bell Street之間的森麻實街路段前稱Reserve Street。
渥太華電氣鐵路沿森麻實西街在銀行街之間向西延伸至大英公園（Britannia Park）。
森麻實街331號是加拿大總理威廉·萊昂·麥肯齊·金在1901至1910年間擔任勞工部長期間的住所，被指定為渥太華文物建築。

## 東西街之間
1870年代，隨着該地區的發展，有人提議修建一座橋樑，將麗都運河兩岸的森麻實東西街連接起來。然而，該提議未獲實施。如今，在運河東側，有一條行人通道從多用途通道沿運河延伸，穿過拜副將徑，並在聶歌利士街及快速巴士線下方，延伸至渥太華大學校園。這條街道以瑪麗·居里私家街（Marie Curie Private）的形式繼續穿過校園，西行方向僅限單車通行。
東西兩岸現由行人天橋連接，僅限非機動交通。該橋於2006年9月21日向公眾開放。

## 外部連結
- A large public weblog of photographs of many buildings on Somerset Street West made after 2003 is available at somerset street prototype （页面存档备份，存于）